# Lijst van gemeentelijke monumenten in Maastricht-West
De wijk Maastricht-West in Maastricht heeft 617 panden/objecten die als gemeentelijk monument zijn beschreven in 165 regels (monumentnummers), verdeeld over 10 buurten.

## Belfort
De buurt Belfort kent 12 panden/objecten die als gemeentelijk monument zijn beschreven in 1 regel (monumentnummer).
| Object                                              | Bouwjaar | Architect  | Locatie                                   | Coördinaten                   | Nr.       | Afbeelding                                          |
| --------------------------------------------------- | -------- | ---------- | ----------------------------------------- | ----------------------------- | --------- | --------------------------------------------------- |
| Wooncomplex met 3 rijen van vier semipatio-woningen | 1968     | G. Snelder | Slotmakersdreef 4-10, 14-20, 24-30 (even) | 50° 50' 42" NB, 5° 39' 36" OL | 0935/2609 | Wooncomplex met 3 rijen van vier semipatio-woningen |

## Brusselsepoort
De buurt Brusselsepoort kent 161 panden/objecten die als gemeentelijk monument zijn beschreven in 21 regels (monumentnummers).
| Object                                                                                                  | Bouwjaar                 | Architect                | Locatie | Coördinaten                   | Nr.                   | Afbeelding                                                                                              |
| --- | ------------------------ | ------------------------ | --- | ----------------------------- | --------------------- | --- |
| Huizenrij met acht panden in de stijl van het traditionalisme                                           | 1910-1915                |                          | Antoon van Elenstraat 18-32 (even)                                                                                                   | 50° 50' 59" NB, 5° 40' 21" OL | 0935/2365 [dode link] | Huizenrij met acht panden in de stijl van het traditionalisme                                           |
| Bouwblok bestaande uit vier panden met lijstgevels in neorenaissancestijl                               | begin 20e eeuw           |                          | Antoon van Elenstraat 64-70 (even)                                                                                                   | 50° 51' 3" NB, 5° 40' 18" OL  | 0935/2374             | Bouwblok bestaande uit vier panden met lijstgevels in neorenaissancestijl                               |
| Groene Kruis Heuvelland                                                                                 | 1959                     | G. Snelder               | Becanusstraat 9 | 50° 50' 58" NB, 5° 40' 11" OL | 0935/2384             | Groene Kruis Heuvelland                                                                                 |
| Wederopbouwwoningen; huizenrij van 22 woningen                                                          | 1959                     | G. Snelder               | Becanusstraat 21 t/m 67 (oneven) | 50° 50' 57" NB, 5° 40' 5" OL  | 0935/2385             | Wederopbouwwoningen; huizenrij van 22 woningen                                                          |
| Sint Joseph gebouw, voormalig Klooster van de Zusters van het Arme Kind Jezus, nu Hogeschool Maastricht | circa 1905               |                          | Brusselseweg 152 | 50° 51' 17" NB, 5° 40' 19" OL | 0935/2431             | Sint Joseph gebouw, voormalig Klooster van de Zusters van het Arme Kind Jezus, nu Hogeschool Maastricht |
| Tuinmanswoning van klooster v/d Zusters van Arme Kind Jesus                                             | 2e helft van de 20e eeuw | A. Swinkels              | Brusselseweg 214 | 50° 51' 22" NB, 5° 40' 19" OL | 0935/2432             | Tuinmanswoning van klooster v/d Zusters van Arme Kind Jesus                                             |
| Pastorie bij Sint Annakerk                                                                              | 1963                     | Theo Boosten             | Dokter van Kleefstraat 12 | 50° 51' 6" NB, 5° 40' 13" OL  | 0935/2456             | Pastorie bij Sint Annakerk                                                                              |
| Dokterspraktijk Castermans                                                                              |                          | Theo Boosten             | Dokter van Kleefstraat 29 | 50° 51' 3" NB, 5° 40' 12" OL  | 0935/2457             | Dokterspraktijk Castermans                                                                              |
| Zes geschakelde stadswoningen                                                                           | 1959                     | G. Snelder               | Dr. Bakstraat 69-79 (oneven) | 50° 50' 56" NB, 5° 39' 57" OL | 0935/2448             | Zes geschakelde stadswoningen                                                                           |
| Woonhuis in art-decostijl                                                                               | circa 1915-1920          |                          | Franquinetstraat 13 | 50° 51' 0" NB, 5° 40' 29" OL  | 0935/2468             | Woonhuis in art-decostijl                                                                               |
| Sint Odaschool                                                                                          | 1929                     | A.H.J. Swinkels          | Pastoor Habetsstraat 40, 40a-42 | 50° 51' 2" NB, 5° 40' 32" OL  | 0935/2574             | Sint Odaschool                                                                                          |
| Schoolmeesterwoning                                                                                     | 1936                     | A. Schellinx             | Pastoor Habetsstraat 44-46 | 50° 51' 2" NB, 5° 40' 34" OL  | 0935/2575             | Schoolmeesterwoning                                                                                     |
| Woningcomplex De Ravelijn bestaande uit 104 woningen                                                    | 1953                     | F. Dingemans en Jos Muré | Ravelijnstraat 11-55 (oneven), Halvemaanstraat 2-14, 20-32, 38-72, 78-84, 90-96 (even), Mariabastion 6-46 (even), 11-49 (oneven), 50 | 50° 51' 18" NB, 5° 40' 31" OL | 0935/2569             | Meer afbeeldingen                                                                                       |
| Woonhuis in neorenaissancestijl                                                                         | circa 1915               |                          | Sint Annalaan 12,12A en B | 50° 50' 58" NB, 5° 40' 33" OL | 0935/2607             | Woonhuis in neorenaissancestijl                                                                         |
| Sint-Annakerk                                                                                           | 1965                     | Theo Boosten             | Via Regia 100 | 50° 51' 6" NB, 5° 40' 10" OL  | 0935/2692             | Meer afbeeldingen                                                                                       |
| Patronaatsgebouw en noodkerk (St.-Lambertuskapel)                                                       | begin 20e eeuw           |                          | Victor de Stuersstraat 15-17, Sint Odastraat 4                                                                                       | 50° 51' 1" NB, 5° 40' 33" OL  | 0935/2608             | Patronaatsgebouw en noodkerk (St.-Lambertuskapel)                                                       |
| Woonhuis                                                                                                |                          |                          | Victor de Stuersstraat 28 | 50° 50' 60" NB, 5° 40' 33" OL | 0935/2696 [dode link] | Woonhuis                                                                                                |
| Woonhuis in traditioneel-ambachtelijke stijl                                                            | 1927                     |                          | Victor de Stuersstraat 30 | 50° 50' 59" NB, 5° 40' 33" OL | 0935/2697             | Woonhuis in traditioneel-ambachtelijke stijl                                                            |
| Woonhuis in traditionele stijl                                                                          | 1915                     |                          | Victor de Stuersstraat 32 | 50° 50' 59" NB, 5° 40' 34" OL | 0935/2698             | Woonhuis in traditionele stijl                                                                          |
| Twee woonhuizen in eclectische stijl                                                                    | 1914                     |                          | Victor de Stuersstraat 34-36 | 50° 50' 59" NB, 5° 40' 34" OL | 0935/2699             | Twee woonhuizen in eclectische stijl                                                                    |
| Woonhuis in art-decostijl                                                                               | circa 1920               |                          | Victor de Stuersstraat 8 en 8b | 50° 50' 59" NB, 5° 40' 34" OL | 0935/2702             | Woonhuis in art-decostijl                                                                               |

## Caberg
De buurt Caberg kent 6 panden/objecten die als gemeentelijk monument zijn beschreven in 3 regels(monumentnummers).
| Object                                                  | Bouwjaar | Architect      | Locatie | Coördinaten                   | Nr.       | Afbeelding                                              |
| ------------------------------------------------------- | -------- | -------------- | --- | ----------------------------- | --------- | ------------------------------------------------------- |
| Winkelcentrum Caberg; complexbescherming van 4 gebouwen | 1958     | Gerard Snelder | Berceusestraat 42bd-54bd (even), Clavecymbelstraat 12-82d, (even); Clavecymbelstraat 1b-29b (oneven) en Clavecymbelstraat 6-8 - Schalmeistraat 39-65b (oneven) | 50° 51' 38" NB, 5° 40' 13" OL | 0935/2413 | Winkelcentrum Caberg; complexbescherming van 4 gebouwen |
| Kerktoren van Christoffelkerk                           | 1960     |                | Clavecymbelstraat 35 | 50° 51' 36" NB, 5° 40' 10" OL | 0935/2438 | Kerktoren van Christoffelkerk                           |
| Laan en schootsveld van Fort Willem                     |          |                | Kastanjelaan 50 | 50° 51' 25" NB, 5° 40' 41" OL | 0935/2557 | Laan en schootsveld van Fort Willem                     |

## Daalhof
De buurt Daalhof kent 20 panden/objecten die als gemeentelijk monument zijn beschreven in 11 regels(monumentnummers).
| Object | Bouwjaar                               | Architect                     | Locatie                                                      | Coördinaten                   | Nr.       | Afbeelding |
| --- | -------------------------------------- | ----------------------------- | ------------------------------------------------------------ | ----------------------------- | --------- | --- |
| Van de gietijzeren grenspalen 81-86 en de tussenliggende grensstenen staan er totaal 10 stuks aan de rand van deze buurt | 1843                                   |                               | Langs de Belgische grens; o.a. bij Grenspad en Vlijtingerweg | 50° 50' 26" NB, 5° 38' 33" OL | 0935/2478 | Van de gietijzeren grenspalen 81-86 en de tussenliggende grensstenen staan er totaal 10 stuks aan de rand van deze buurt |
| Carréboerderij | midden 19e eeuw, gerenoveerd rond 1975 |                               | Romeinsebaan 200                                             | 50° 50' 35" NB, 5° 39' 9" OL  | 0935/2593 | Carréboerderij |
| Algemene Begraafplaats                                                                                                   | 1910 (uitbreiding)                     | Liévin Rosseels (uitbreiding) | Tongerseweg 292                                              | 50° 50' 28" NB, 5° 39' 48" OL | 0935/2672 | Algemene Begraafplaats                                                                                                   |
| Lijkenschouwhuisje op de Algemene Begraafplaats                                                                          | Tweede helft 19e eeuw                  |                               | Tongerseweg bij 292                                          | 50° 50' 21" NB, 5° 39' 46" OL | 0935/2672 | Upload foto |
| Woonhuis van de beheerder van de Algemene Begraafplaats                                                                  | circa 1935                             |                               | Tongerseweg 294                                              | 50° 50' 20" NB, 5° 39' 43" OL | 0935/2673 | Woonhuis van de beheerder van de Algemene Begraafplaats                                                                  |
| Voormalige boerderij in traditioneel-ambachtelijke stijl                                                                 | begin 20e eeuw                         |                               | Tongerseweg 322                                              | 50° 50' 17" NB, 5° 39' 35" OL | 0935/2674 | Voormalige boerderij in traditioneel-ambachtelijke stijl                                                                 |
| Voormalige hoeve | 1875                                   |                               | Tongerseweg 330-332                                          | 50° 50' 16" NB, 5° 39' 32" OL | 0935/2675 | Voormalige hoeve |
| Voormalige school |                                        |                               | Tongerseweg 342                                              | 50° 50' 14" NB, 5° 39' 28" OL | 0935/2676 | Voormalige school |
| Voormalig raadhuis & marechausseekazerne van vml. Gemeente Oud-Vroenhoven                                                |                                        |                               | Tongerseweg 344                                              | 50° 50' 13" NB, 5° 39' 27" OL | 0935/2677 | Voormalig raadhuis & marechausseekazerne van vml. Gemeente Oud-Vroenhoven                                                |
| Voormalige boerderij |                                        |                               | Tongerseweg 348                                              | 50° 50' 13" NB, 5° 39' 26" OL | 0935/2678 | Voormalige boerderij |
| Boomgaard en meidoornhaag                                                                                                |                                        |                               | Tongerseweg links naast nr 422                               | 50° 50' 2" NB, 5° 38' 58" OL  | 0935/2684 | Boomgaard en meidoornhaag                                                                                                |

## Dousberg-Hazendans
De buurt Dousberg-Hazendans kent 18 panden/objecten die als gemeentelijk monument zijn beschreven in 4 regels(monumentnummers).
| Object | Bouwjaar | Architect | Locatie                                                    | Coördinaten                   | Nr.       | Afbeelding                                                                                                  |
| --- | -------- | --------- | ---------------------------------------------------------- | ----------------------------- | --------- | --- |
| Wegtracé tussen de Goudenweg en de Pottenbergweg, bestaande uit een onverharde veldweg, deels holle weg     |          |           | Heserstraat                                                | 50° 50' 51" NB, 5° 38' 45" OL | 0935/2553 | Wegtracé tussen de Goudenweg en de Pottenbergweg, bestaande uit een onverharde veldweg, deels holle weg     |
| Twee bomen bij wegkruising                                                                                  |          |           | Heserstraat-Pottenbergweg                                  | 50° 50' 52" NB, 5° 38' 29" OL | 0935/2551 | Twee bomen bij wegkruising                                                                                  |
| Wegkruis |          |           | Heserstraat nabij 20                                       | 50° 50' 51" NB, 5° 39' 11" OL | 0935/2554 | Meer afbeeldingen                                                                                           |
| Van de grenspalen 861-901 en tussenliggende grensstenen liggen er totaal 14 stuks op de rand van deze buurt |          |           | Aan de Belgische grens, o.a. bij Tomkensweg en Heserstraat | 50° 51' 13" NB, 5° 38' 26" OL | 0935/3911 | Van de grenspalen 861-901 en tussenliggende grensstenen liggen er totaal 14 stuks op de rand van deze buurt |

## Malberg
De buurt Malberg kent 6 panden/objecten die als gemeentelijk monument zijn beschreven in 2 regels(monumentnummers).
| Object | Bouwjaar | Architect    | Locatie                                     | Coördinaten                   | Nr.       | Afbeelding |
| --- | -------- | ------------ | ------------------------------------------- | ----------------------------- | --------- | --- |
| RK Kerk van Malberg |          | Pieter Koene | Dukaatplein 21                              | 50° 51' 50" NB, 5° 39' 33" OL | 0935/184  | RK Kerk van Malberg |
| Van de gietijzeren grenspalen 91 t/m 94 en tussenliggende grensstenen liggen er totaal 5 stuks op de rand van deze buurt | 1843     |              | Aan de Belgische grens, o.a. bij Floretruwe | 50° 51' 47" NB, 5° 38' 38" OL | 0935/3910 | Van de gietijzeren grenspalen 91 t/m 94 en tussenliggende grensstenen liggen er totaal 5 stuks op de rand van deze buurt |

## Malpertuis
De buurt Malpertuis kent 9 panden/objecten die als gemeentelijk monument zijn beschreven in 5 regels(monumentnummers).
| Object                                                        | Bouwjaar | Architect       | Locatie                                                      | Coördinaten                   | Nr.       | Afbeelding                                                   |
| ------------------------------------------------------------- | -------- | --------------- | ------------------------------------------------------------ | ----------------------------- | --------- | ------------------------------------------------------------ |
| Voormalige Onze-Lieve-Vrouw-van-Goede-Raadkerk, nu Opera Zuid | 1964     | J.H.A. Huysmans | Malpertuisplein 60                                           | 50° 51' 27" NB, 5° 39' 49" OL | 0935/2567 | Meer afbeeldingen                                            |
| Kazemat van type S, een neutraliteitsbunker                   | 1939     |                 | Via Regia, noordzijde van de weg, ter hoogte van Dousbergweg | 50° 51' 24" NB, 5° 39' 24" OL | 0935/2418 | Kazemat van type S, een neutraliteitsbunker                  |
| Hofje voor bejaarden; U-vormig blok met woonhuizen            | 1958     | Theo Boosten    | Putepeel 1ab-21ab (even en oneven)                           | 50° 51' 29" NB, 5° 39' 50" OL | 0935/2584 | Hofje voor bejaarden; U-vormig blok met woonhuizen           |
| Rij ligusterhagen om tuintjes achterzijde van de woningen     | 1958     | Theo Boosten    | Putepeel, Firapeel, Cantecleerstraat                         | 50° 51' 31" NB, 5° 39' 52" OL | 0935/3568 | Rij ligusterhagen om tuintjes achterzijde van de woningen    |
| Wooncomplex bestaande uit vijf blokken met portieketageflats  | 1958     | G. Snelder      | Tibeertstraat 5-21; 27-55; 59-87; 91-105 en 111-127 (oneven) | 50° 51' 31" NB, 5° 39' 37" OL | 0935/2642 | Wooncomplex bestaande uit vijf blokken met portieketageflats |

## Mariaberg
De buurt Mariaberg kent 346 panden/objecten die als gemeentelijk monument zijn beschreven in 88 regels(monumentnummers).

## Oud-Caberg
De buurt Oud-Caberg kent 34 panden/objecten die als gemeentelijk monument zijn beschreven in 26 regels(monumentnummers).

## Pottenberg
De buurt Pottenberg kent 5 panden/objecten die als gemeentelijk monument zijn beschreven in 4 regels(monumentnummers).
| Object                                                              | Bouwjaar | Architect           | Locatie                                  | Coördinaten                  | Nr.                   | Afbeelding                                      |
| ------------------------------------------------------------------- | -------- | ------------------- | ---------------------------------------- | ---------------------------- | --------------------- | ----------------------------------------------- |
| Surp Karapetkerk (voorheen Christus Hemelvaartkerk) inclusief toren | 1966     | A.C. Brenninckmeyer | Potterieplein 50                         | 50° 51' 5" NB, 5° 39' 30" OL | 0935/2580             | Meer afbeeldingen                               |
| Galerijflat                                                         | 1960     | Kurvers             | Potteriestraat 74b t/m 116d (even)       | 50° 51' 5" NB, 5° 39' 26" OL | 0935/2582             | Galerijflat                                     |
| Twee panden met portieketagewoningen en winkels                     | 1960     | Kurvers             | Terra Cottaplein 1b-28d (even en oneven) |                              | 0935/2640 [dode link] | Twee panden met portieketagewoningen en winkels |
| Schoolgebouw                                                        | 1966     | Th. Boosten         | Terra Nigrastraat 5                      | 50° 51' 5" NB, 5° 39' 42" OL | 0935/2641             | Schoolgebouw                                    |